# Pavel Gorenc
Pavel Gorenc, né le 15 juillet 1991, est un coureur cycliste slovène, qui a été membre de l'équipe Adria Mobil de 2010à 2013.

## Palmarès
- 2009
  -  Champion de Slovénie du contre-la-montre juniors
  - 4e étape de la Course de la Paix juniors
  - 2e étape du Giro della Lunigiana
  - 3e du championnat de Slovénie sur route juniors
  - 3e du Trofeo San Rocco